# UFC Fight Night: Andrade vs. Zhang
UFC Fight Night: Andrade vs. Zhang (även UFC Fight Night 157 eller UFC on ESPN+ 15) var en MMA-gala som arrangerades av UFC och ägde rum 31 augusti 2019 i Shenzhen, Guangdong, Kina.

## Bakgrund
Ett titelmatch i damernas stråvikt mellan regerande mästarinnan Jéssica Andrade och utmanaren Weili Zhang var galans huvudmatch. I och med detta blev Zhang den första kinesen någonsin som gått en titelmatch i UFC.
Galan var den första UFC anordnat i Shenzhen.

### Skador/Ändringar
En damernas flugviktsmatch mellan Luana Carolina och Yanan Wu var senarelagd från UFC 237 till den här galan, men Wu tvingades lämna återbud då hon skadade sig och ersattes där av Priscila Cachoeira. Nu skadade sig Carolina i sin tur i ryggraden till den här galan och tvingades dra sig ur. Hon ersattes av Mizuki Inoue.
En match i weltervikt mellan Li Jingliang och Elizeu Zaleski dos Santos var initialt planerad till UFC Fight Night 141 men dos Santos drog sig ur den matchen 27 oktober på grund av en knäskada. Han ersattes då av David Zawada. Den ursprungliga matchen är nu åter aktuell som andra huvudmatch, co-main, på det här kortet.
I viktklassen lätt tungvikt var det tänkt att Da Un Jung skulle möta Saparbeg Safarov men den senare drog sig av okända anledningar ur matchen och ersattes av Jamahal Hill.
Luana Carolina skulle möta Yanan Wu, men en fraktur på ryggraden tvingade bort henne från kortet. Ny motståndare för Yanan Wu blev Mizuki Inoue.
I lätt tungvikt var det tänkt att Da Un Jung skulle möta Jamahal Hill, men Hill drog sig ur matchen på grund av en ospecificerad skada, och ny motståndare för Da Un Jung blev istället M-1:s obesegrade mästare i lätt tungvikt, ryssen Chadis Imbragimov.
I fjäderviktsklassen var Movsar Evloev och Mike Grundy tänkta att mötas, men 19 augusti 2019 rapporterades det att Grundy tvingades dra sig ur matchen på grund av en skada och ersattes då av UFC-nykomlingen Zhenhong Lu.

### Invägning
Vid den ceremoniella invägningen som UFC streamade live på Youtube vägde utövarna följande:
| \| Viktklass \| Maxvikt (lb) \| Atlet 1 \| Vikt \| Atlet 2 \| Vikt \| \| Underkort \| \| \| \| \| \| \| Bantamvikt (damer) \| (135) \| Karol Rosa \| 135,5 \| Lara Fritzen Procópio \| 135 \| \| Bantamvikt \| (135) \| Heili Alateng \| 136 \| Batgerel Danaa \| 136 \| \| Lättvikt \| (155) \| Damir Ismagulov \| 155,5 \| Thiago Moises \| 156 \| \| Lätt tungvikt \| (205) \| Da Un Jung \| 206 \| Chadis Imbragimov \| 206 \| \| Bantamvikt \| (135) \| Mudaerji Su \| 136 \| Andre Soukhamthath \| 136 \| \| Mellanvikt \| (185) \| Jun Yong Park \| 186 \| Anthony Hernandez \| 185 \| \| Huvudkort \| \| \| \| \| \| \| Flugvikt (damer) \| (125) \| Yanan Wu \| 129* \| Mizuki Inoue \| 125 \| \| Weltervikt \| (170) \| Kenan Song \| 170,5 \| Derrick Krantz \| 169 \| \| Flugvikt \| (125) \| Kai Kara-France \| 126 \| Mark De La Rosa \| 125,5 \| \| Weltervikt \| (170) \| Li Jingliang \| 171 \| Elizeu Zaleski dos Santos \| 170,5 \| \| Stråvikt (damer) \| (115) \| Jéssica Andrade \| 114,5 \| Weili Zhang \| 115 \| |              |                 |       |                           |       |
| Inom viktklassens gräns. Inom felmarginalen för matchtypen. För stor övervikt för matchtypen. |              |                 |       |                           |       |
| *Yanan Wu klarade inte viktgränsen och fick böta 30% av sin purse. |              |                 |       |                           |       |
| Viktklass | Maxvikt (lb) | Atlet 1         | Vikt  | Atlet 2                   | Vikt  |
| Underkort |              |                 |       |                           |       |
| Bantamvikt (damer) | (135)        | Karol Rosa      | 135,5 | Lara Fritzen Procópio     | 135   |
| Bantamvikt | (135)        | Heili Alateng   | 136   | Batgerel Danaa            | 136   |
| Lättvikt | (155)        | Damir Ismagulov | 155,5 | Thiago Moises             | 156   |
| Lätt tungvikt | (205)        | Da Un Jung      | 206   | Chadis Imbragimov         | 206   |
| Bantamvikt | (135)        | Mudaerji Su     | 136   | Andre Soukhamthath        | 136   |
| Mellanvikt | (185)        | Jun Yong Park   | 186   | Anthony Hernandez         | 185   |
| Huvudkort |              |                 |       |                           |       |
| Flugvikt (damer) | (125)        | Yanan Wu        | 129*  | Mizuki Inoue              | 125   |
| Weltervikt | (170)        | Kenan Song      | 170,5 | Derrick Krantz            | 169   |
| Flugvikt | (125)        | Kai Kara-France | 126   | Mark De La Rosa           | 125,5 |
| Weltervikt | (170)        | Li Jingliang    | 171   | Elizeu Zaleski dos Santos | 170,5 |
| Stråvikt (damer) | (115)        | Jéssica Andrade | 114,5 | Weili Zhang               | 115   |

## Resultat
1. ↑  Titelmatch i stråvikt (damer) / Performance of the Night
2. ↑   Performance of the Night
3. ↑   Fight of the Night

## Bonusar
Följande MMA-utövare fick 50 000 USD bonusar:
- Fight of the Night: Alateng Heili vs. Danaa Batgerel
- Performance of the Night: Zhang Weili och Li Jingliang